# Міжнародний фонд сільськогосподарського розвитку
Міжнародний фонд сільськогосподарського розвитку (МФСР, англ. IFAD) — багатобічна фінансова установа, створена в 1977 році за рішенням Всесвітньої продовольчої конференції 1974 року, — вирішує завдання боротьби з голодом і бідністю в сільських районах країн, що розвиваються.
Фонд мобілізує ресурси, роблячи можливим для бідних сільських домогосподарств поліпшити своє харчування, збільшити сільськогосподарське виробництво й доходи. У крайній бідності, якої майже завжди супроводжують хронічний голод і недоїдання, перебувають 75 відсотків жителів сільських районів, найчастіше жінок і представників корінних народів.
МФСР надає пряме фінансування у вигляді позик і грантів, залучає додаткові ресурси для реалізації своїх проєктів і програм. Умови кредитування варіюються залежно від величини валового національного продукту на душу населення в конкретній країні. МФСР працює з багатьма установами, у тому числі із Всесвітнім банком, регіональними банками розвитку, іншими регіональними кредитно-фінансовими установами й установами Організації Об'єднаних Націй. Багато хто з них спільно фінансують проєкти МФСР.
МФСР фінансується за рахунок добровільних пожертв від урядів, спеціальних внесків, вступів від погашення виданих кредитів і інвестиційних доходів.
У керівний орган МФСР — Раду керуючих, яка скликається щорічно — входять усі держави-члени. Виконавча рада в складі 18 членів і 18 заступників спостерігає за операційною діяльністю Фонду, затверджує надання позик і грантів.